# Günter Routhier
Günter Routhier (* 4. November 1928; † 18. Juni 1974 in Essen), teilweise auch falsch Günther Routhier, war ein Frührentner aus Duisburg, der nach einer Polizeiaktion im Juni 1974 ums Leben kam. Mehr als tausend Menschen, die aus Empörung über die Todesumstände wie die Kommunistische Partei Deutschlands/Marxisten-Leninisten (KPD/ML) die Polizei des Mordes beschuldigten oder den Mordvorwurf in irgendeiner Form verbreiteten, wurden strafrechtlich verfolgt.

## Das Geschehen
Der Frührentner Günter Routhier hatte am 5. Juni 1974 in Duisburg an einem Arbeitsgerichtsprozess teilgenommen, bei dem es um die Entlassung eines Mannesmann-Arbeiters ging, der der KPD/ML angehörte. Als dessen Klage auf Wiedereinstellung abgewiesen wurde, entstand im vollbesetzten Gerichtssaal Unruhe, worauf der Zuschauerraum umgehend von Polizeibeamten geräumt wurde. Dabei wurde Günter Routhier festgenommen und im Polizeigriff die Treppe des Gerichts hinuntergeführt, wobei er mit dem Kopf gegen die Wand und den Boden stieß. Nach etwa zwei Wochen starb Günter Routhier in einem Krankenhaus an einer Gehirnblutung. Bei der späteren Obduktion in einer Klinik in Essen wurde von einem Gutachter festgestellt, dass diese Gehirnblutung nicht auf Gewaltanwendung zurückzuführen sei. Ein zweites Gutachten von dem Direktor des Gerichtsmedizinischen Instituts Berlin, Walter Krauland, „kam zu dem entgegengesetzten Ergebnis: es gibt keinen Zweifel an der gewaltsamen Ursache des Todes von Günter Routhier, und als Tatzeit kommt aufgrund der erhobenen Befunde der 5.6.74 infrage.“

## Mordvorwürfe
Von der KPD/ML, die ihn kurz vor seinem Tod als Mitglied aufgenommen hatte, wurde der Tod Günter Routhiers in Flugblättern, im Zentralorgan Roter Morgen und auf Wandparolen mit einem Mordvorwurf gegen Polizei und Staat beantwortet. Auch einige andere linke Organisationen und Einzelpersonen wiederholten diesen Vorwurf in Reden, auf Flugblättern oder die Verbreitung von Parteizeitungen. Anlässlich der Beisetzung Routhiers am 24. Juni 1974 in Duisburg kam es zu einem Demonstrationsverbot und zu Auseinandersetzungen, bei denen laut offiziellen Angaben 96 Demonstranten festgenommen und 14 Polizisten verletzt wurden. Die Proteste gingen dabei über die KPD/ML und ihr Umfeld hinaus: „Der Tod von Routhier sorgte auch ausserhalb der kommunistischen Szene für Empörung. Der Dichter Erich Fried schrieb ein kurzes Gedicht zum Tod von Routhier. Der Liedermacher Walter Mossmann, der der undogmatischen Linken angehörte, verfasste die ´Ballade vom zufälligen Tod in Duisburg´“, urteilte der Journalist Peter Nowak.

## Die Antwort der Strafverfolgungsbehörden
Wegen des öffentlichen Interesses erstattete die politische Abteilung der Polizei in Duisburg in jedem Einzelfall Strafanzeige gegen Verbreiter des Mordvorwurfs. Prominenteste Opfer der Verfolgungsmaßnahmen waren zwei Professoren, der Soziologe Christian Sigrist und der Literaturwissenschaftler Gerhard Schneider.